# Jhonny Obando
Jhonny Sánchez Obando (12 de agosto de 1981) es un cineasta, actor, escritor y gestor cultural ecuatoriano. 
Máster en Creación de Guiones Audiovisuales por la Universidad de La Rioja en España, máster en Estudios Avanzados de Literatura Española e Hispanoamericana por la Universidad de Barcelona, España, Licenciado en Ciencias de la Comunicación Social por la Universidad de Guayaquil, Ecuador. Graduado en Artes Escénicas en CIFALC (Centro Internacional de Formación Actoral Luz Columba) ahora, Aquiles Ortega Acting School en Estados Unidos y como Director de Cine en la International Academy of TV and Film Production, Hollywood, Estados Unidos. 
Especialista en cine, literatura y música folclórica ecuatoriana y chilena. Profesor de Historia del Cine y de Guion Cinematográfico.
Ha dirigido los largometrajes La ruta del sol (2015), El buen Julio (2024), y el documental En el camino (2020). Responsable de dar vida al personaje de Alouqua en La dama tapada de Josué Miranda.
Su obra literaria debut Algún día abrazarás estos escritos (2021), forma parte de la antología Palabras Poéticas de Ita Editorial, Colombia. También ha publicado relatos, cuentos, ensayos y artículos científicos.
Fundador de Renacer Films (2008-2020) empresa de producción cinematográfica que tuvo sedes en Ecuador y en Estados Unidos, a partir del 2024 evolucionó a Pachamama Vibes and Films. 
En el 2011 obtuvo el cargo de presidente del Colectivo Internacional Rompiendo Fronteras, creado por varios actores y cineastas latinos radicados en Estados Unidos.
Miembro fundador de la organización Fundación FestiCineGye y director del Festival Internacional de Cine de Guayaquil desde su primera edición en 2015. Además dirige Guayas & Quil Lab, La Memoria Fílmica Guayaquileña, Elipsis (Festival de Cortos Universitarios) y el proyecto Esmeraldas Archivista.
CEO de Sánchez-Obando & Partnership, LLC.

## Biografía
Desde temprana edad se involucró en las artes como actor, presentador, bailarín, director y escritor, realizando dichas actividades en la escuela, colegio y barrios de su natal Esmeraldas, Ecuador. A los 11 años inició estudios de marimba, bombo, piano, melódica y flauta dulce, mismos que tuvo que abandonar por una Aneurisma Cerebral de la cual fue víctima su madre, quien no pudo seguir costeando su preparación. A los 16 años consigue su primer trabajo como locutor en un programa radial y a los 18 culmina su bachillerato en Ciencias Sociales. 
En 1999 inicia su carrera profesional en Quito, Ecuador como modelo de revistas y pasarela, en la desaparecida escuela Status Modelos. En enero de 2001 viaja a la ciudad de Guayaquil, puesto que el clima y otros factores en la capital, le provocaron tuberculosis, que le obligó a abandonar Quito. Empieza estudiando actuación en el Teatro Centro Cívico, realiza un taller intensivo, luego del cual presenta una obra teatral donde figura como coprotagonista titulada El Guaraguao, pieza de la literatura ecuatoriana. Entre sus primeros meses de preparación en La Perla del Pacífico, empieza a buscar oportunidades en canales locales como TC Televisión, donde aparece como extra en dos capítulos de la serie Emergencia. 

### Arribo a Estados Unidos
Empieza su camino en Estados Unidos, cuando se inscribe en un concurso de modelos para revista, mismo que gana y se convierte en el modelo del año 2001 para "Ojo, un diario para la mujer y la familia". El premio otorgaba un taller de Modelaje profesional en la escuela Baron Da Parre. En agosto del mismo año empieza sus primeros talleres actorales junto a Sandra García en Miami Dade College, grupo con el que se presenta en varias ocasiones, hasta cerrar el ciclo con Krampack, obra del español Jordi Sánchez bajo dirección del nicaragüense Christian Ocón.
En el 2002 se inscribe en el Centro Internacional de Formación Actoral Luz Columba, CIFALC, por sus siglas en español, donde permanece por tres años consecutivos formándose como actor y comparte aula entre otras figuras, con la actriz mexicana Blanca Soto, la dominicana Evelyn Jiménez y los colombianos Karin Farfan y Julio Ocampo.

### Carrera actoral en el cine
Debuta en Lapsus (2007) un largometraje de ficción del venezolano Gabriel Alfonzo, película para la TV de 70 minutos, producción del canal mexicano Gran Cine, interpretando a Héctor, el personaje antagónico de la historia. El filme estuvo a la venta en Amazon y para alquiler en streaming vía Netflix.
Entre sus proyectos más relevantes como actor destacamos Carpe Diem (2009) largometraje donde interpreta a Nergal. En este proyecto participa alado de actores como Héctor Soberón, Fred Valle y Michelle Vargas. Se presentó, entre otros, en el Festival Internacional de Cine de Cancún, México en el año 2009 y ganó el premio a la mejor película de habla no inglesa en el Festival de Cine de Delray Beach en Florida. 
En 2012 participa en el cortometraje Flea market finish line de la directora colombiana Ika Santamaria, filme que debutó en el 2013 en el Festival de Cannes. Ese año realiza Esperando, cortometraje dedicado a la comunidad LGBTIQ+. Luego vendrían Mentalmente (2014) de Marlon Freire y Cheo Poggy, cortometraje que llegó al Festival del Nuevo Cine Latinoamericano de La Habana, Cuba, La ruta del sol (2015), Caballeros (2015) de Cheo Poggy, presentado en el festival de cine LGBTI+ de Barcelona, España, Libertad Mariposa (2018) cortometraje en idioma portugués y con un elenco completamente brasileño, La dama tapada | el origen de la leyenda (2018) y Sueño Americano (2025).

### Trayectoria como director
A finales del año 2008 culmina sus estudios de cine en la International Academy of TV and Film Production y presenta su cortometraje debut titulado De repente el alba. El proyecto gana una serie de reconocimientos en festivales, entre ellos el premio Inspiración de la categoría Florida Focus del Miami Film Festival 2009, cortometraje del año en los Miami Life Awards y una mención honorífica en West Hollywood International Film Festival. 
Su ópera prima se titula Con Elizabeth en Mount Dora (2012) filme protagonizado por Scarlet Gruber y el actor brasileño Julio Coutinho. Este largometraje recorrió exitosamente festivales y muestras selectas y trajo a casa el premio a la mejor película por L-Dub International Film Festival en Lake Worth, Florida (2013). Obtuvo 4 nominaciones en los Miami Life Awards y ganó el Achievement Award, otorgado por la organización Women in the Arts.
Luego llega Esperando (2013) un proyecto con temática gay y lésbica, que decide poner directamente en internet y se viraliza. Ganó el premio de la audiencia en el evento I'm not gonna move to L.A., y fue selección oficial en competencia del Festival Ecuatoriano de Cine LGBTI+ El lugar sin límites. En el 2013 empieza rodaje de su segundo largometraje La ruta del sol que se estrenó el 5 de agosto de 2014 en Los Ángeles, California y en el 2015 llega a Ecuador por medio de la muestra De La Perla. El filme cuenta con la participación de María Isabel Díaz Lago, Volver de Pedro Almodóvar y quien también aparece en la serie española Vis a vis, además de Alexander Estrella, Pedro Pablo Porras, Gledys Ibarra, Lina Maya, Jésika Marcano y Ángela Peñaherrera. 
Entre el 2014 y 2018 produce un sinnúmero de cortometrajes de corte universitario entre los que destacan: No le tengas miedo a los domingos (2017), Para los que estamos solos (2018), Educación Agridulce (2018).
El buen Julio o Nice guy Julio es su tercer largometraje de ficción, tuvo la avant premier en la Muestra de Cine Ecuatoriano de Cinema Malecón en 2018 y debutó a nivel internacional en el Festival Cine de América de Pachuca, México en mayo de 2019. Este proyecto se reeditó y re masterizó el año 2024, en el cual gana el premio como mejor largometraje nacional del festival de cine de Baños de Agua Santa. El buen Julio también cuenta con un making of titulado Otra Mirada y se encuentra disponible en internet.
En el camino es su primer largometraje documental realizado en el 2019 y presentado en abril de 2020 a nivel mundial vía internet. Un proyecto con modalidad reflexiva, donde sus cuatro autores son los protagonistas y exponen vivencias personales que siempre les inquietaron. Lo realizaron para una clase de cine en FACSO de la Universidad de Guayaquil.
En el año 2020 obtiene su Maestría en Creación de Guiones Audiovisuales por la Universidad de La Rioja en España y en el año 2022 su maestría en Estudios Avanzados de Literatura Española e Hispanoamericana por la Universidad de Barcelona en España. Cuenta además con un diplomado por la UNAM en Historia del Cine Mexicano.

## Renacer Films/Pachamama Vibes and Films
En el 2008 funda Renacer Films, empresa de producción cinematográfica y distribución de cine ecuatoriano e iberoamericano, con la cual realizó su filmografía hasta el año 2020. Luego la empresa cambia de nombre y en la actualidad es Pachamama Vibes and Films.

## Fundación FestiCineGye
Miembro cofundador de la Fundación FestiCineGye, desde 2018. En 2015 presenta la primera edición del Festival Internacional de Cine de Guayaquil y actualmente dirige los programas Guayas & Quil Lab y es investigador del programa Memoria Fílmica Guayaquileña. Además de dirigir el Festival de Cortometrajes Universitarios Elipsis y el proyecto Esmeraldas Archivista.

## Filmografía
| Año  | Título                                   | Personaje/rol              |
| ---- | ---------------------------------------- | -------------------------- |
| 2026 | Justicia Ciega                           | Lcdo. Manuel Estupiñán     |
| 2025 | Sueño Americano                          | Xavier Parrales/codirector |
| 2025 | One babysitter for Guchi                 | Attila                     |
| 2024 | Otra mirada/El buen Julio: The making of | Director                   |
| 2024 | El buen Julio                            | Director                   |
| 2020 | En el camino                             | Jhonny/Director            |
| 2018 | La dama tapada                           | Alouqua                    |
| 2018 | Educación Agridulce                      | Político/Director          |
| 2018 | Para los que estamos solos               | Ares/Director              |
| 2018 | Libertad Mariposa                        | André/Director             |
| 2017 | No le tengas miedo a los domingos        | Director                   |
| 2015 | Caballeros                               | Vendedor                   |
| 2015 | La ruta del sol                          | Ferney Danza/Director      |
| 2015 | Moriría por vos                          | Byron (voz)/Director       |
| 2012 | Flea market finish line                  | Vecino                     |
| 2012 | Con Elizabeth en Mount Dora              | Felipe Cantante/Director   |
| 2009 | Carpe Diem                               | Nergal                     |
| 2009 | God bless the child                      | Morales                    |
| 2007 | Lapsus                                   | Héctor                     |

## Obras literarias
| Año  | Título                                      | Editorial         |
| ---- | ------------------------------------------- | ----------------- |
| 2025 | Poemario/El tiempo, a veces, selva adentro  | Guayas & Quil Lab |
| 2025 | Relato/Libertad Mariposa                    | Guayas & Quil Lab |
| 2021 | Poemario/Algún día abrazarás estos escritos | ITA Editorail     |

## Discografía/Concepto musical Parada 9
| Año  | Título                                    | Label                                      |
| ---- | ----------------------------------------- | ------------------------------------------ |
| 2025 | Álbum/Háblame de colores, Volúmenes 1 y 2 | Ñuca Llacta \| Record Label and Publishing |
| 2025 | Álbum/De Bombo, Cununo, Marimba y Guasá   | Ñuca Llacta \| Record Label and Publishing |
| 2025 | Álbum/Jarawi                              | Ñuca Llacta \| Record Label and Publishing |

## Premios
| Año  | Premio                      | Festival/Organización                                  | Filme                             | País           |
| ---- | --------------------------- | ------------------------------------------------------ | --------------------------------- | -------------- |
| 2024 | Mejor largometraje nacional | BASIFF/Baños de Agua Santa International Film Festival | El buen Julio                     | Ecuador        |
| 2017 | 2.º lugar                   | Festival de Cortos de LEXA                             | No le tengas miedo a los domingos | Ecuador        |
| 2013 | Mejor película              | L-Dub International Film Festival                      | Con Elizabeth en Mount Dora       | Estados Unidos |
| 2013 | Mejor cortometraje          | Indie Film Club Miami                                  | Esperando                         | Estados Unidos |
| 2013 | Achievement film            | Women in the Arts                                      | Con Elizabeth en Mount Dora       | Estados Unidos |
| 2009 | Mejor cortometraje          | Miami Life Awards                                      | De repente el alba                | Estados Unidos |
| 2009 | Mención de honor            | West Hollywood International Film Festival             | De repente el alba                | Estados Unidos |
| 2009 | Inspiración                 | Festival Internacional de Cine de Miami                | De repente el alba                | Estados Unidos |